# مونه پنجاب
مونه پنجاب (به انگلیسی: Mona Punjab) یک روستا در پاکستان است که در ایالت پنجاب، پاکستان و ناحیه سرگودها واقع شده‌است. مونه پنجاب ۳٬۰۰۰ نفر جمعیت دارد.